# تشو فان آن
تشو فان آن هو كاتب وفيلسوف وشاعر وسياسي فيتنامي، ولد في 1292 في Thăng Long ‏ في فيتنام، وتوفي في 1370.